# Adidas Al Rihla
Adidas Al Rihla är namnet på de officiella matchbollarna vid världsmästerskapet i fotboll 2022, som spelades i Qatar. Bollarna tillverkades av Adidas som är ett partnerföretag till Fifa och officiell boll-leverantör till mästerskapet sedan 1970.
Namnet Al Rihla (arabiska: الرحلة) betyder "resan" eller "färden". Designen och färgerna är inspirerade av den Qatariska kulturen, arkitekturen och Qatars flagga.